# هیبا نواب
هیبا نواب (انگلیسی: Hiba Nawab) بازیگر تلویزیون هند است. او اولین بازی خود را به عنوان هنرمند خردسال در برنامه تلویزیونی ششش.. کسی آنجاست انجام داد و اولین نقش آفرینی او به عنوان شخص بزرگسال در عشق احمقانه دیوانه بود که در نقش آنوشکا 'پامپی' اتوال ظاهر شد.
نواب با بازی در نقش آمایا ماتور در سریال در شهر تو به موفقیت دست یافت. او هم چنین به خاطر ایفای نقش الایچی بنسال خورانا در سریال برادر شوهر در تراس است شناخته شده‌است. وی در بازی در سریال Woh Ton Hai Albela در نقش سایوری شارما بسیار درخشید.  قد وی ۱۶۳ سانتی متر و وزن وی ۵۰ کیلوگرم است.